# 治安維持令
治安維持令（ちあんいじれい、大正12年9月7日勅令第403号）は、治安維持に関する緊急勅令で、刑法に対する特別法である。正式名称は「治安維持ノ為ニスル罰則ニ関スル件」。
9月1日に発生した関東大震災後の混乱を収めることを名目に震災発生の6日後に緊急勅令で公布、即日施行され、次の第47帝国議会で承認された。表面上は震災後に発生した諸事件に対する対応を目的としていたが、実際にはこれに乗じて社会主義者を弾圧することを意図しており、後の治安維持法の先駆となった。
治安維持法が、1925年（大正14年）5月12日に施行されたことにより廃止された。なお、この間の1年半余りで20件の適用があった。